# Liptay István
Liptay István (Szeged, 1935. augusztus 10. – 2022. augusztus 18.) válogatott magyar kosárlabdázó, olimpikon, edző, sportvezető.

## Pályafutása

### Játékosként
1948–49-ben a Szegedi Lokomotív, 1949–50-ben a Szegedi Postás, 1950 és 1953 között a Csepel korosztályos csapataiban kezdte a kosárlabdázást. 1954 és 1964 között a Csepel, 1964 és 1967 között az Oroszlányi Bányász, 1967 és 1971 között ismét a Csepel játékosa volt. A Csepel csapatával egy bajnoki ezüst-, és négy bronzérmet szerzett. 1956 és 1963 között 54 alkalommal szerepelt a magyar válogatottban. Tagja volt az 1960-as római olimpián kilencedik helyezett együttesnek.

### Edzőként
1971-től edzőként tevékenykedett a fiú ifjúsági válogatottnál. 1972 és 1982 között a Csepel női, 1987 és 1990 között a férfi csapatának a vezetőedzője volt. 1976-ban irányításával Eb ezüstérmet szerzett a lány serdülő válogatott. Ezt követően 1984-ig tevékenykedett a lány korosztályos válogatottaknál. 1986–87-ben a Csepel kosárlabda szakosztályának az ügyvezető elnöke volt.

## Sikerei, díjai

### Játékosként
Csepel
- Magyar bajnokság
  - 2.: 1971
  - 3. (4): 1961–62, 1962–63, 1964, 1970
- Magyar kupa (MNK)
  - 3.: 1970

### Edzőként
Csepel
- Magyar bajnokság
  - 4.: 1977
  - 6.: 1976